# Leo Tichat
Leo Tichat (* 31. August 1930 in Mödling, Österreich; † 15. März 2012 in Djerba, Tunesien) war ein österreichischer Künstler (Maler, Designer, Bühnen- und Kostümbildner, Filmemacher und Schriftsteller).
Tichat machte 1951 sein Diplom (Malerei, Grafik und Bühnenbild) auf der Hochschule für angewandte Kunst in Wien. Später lernte er auch das Tapezierer- sowie das Autosattlerhandwerk. Er machte Studienreisen durch den Süden und Westen Europas, Brasilien, Peru und Nordamerika.
Neben seinen Drehbucharbeiten verfasste er auch Lyrik und Prosa, von denen eine Auswahl 1975 unter dem Titel Sol fuerte y Sangre erschien.
Er arbeitete viel mit dem Filmregisseur und Drehbuchautor Herbert Vesely, mit dem er auch befreundet war, zusammen. Sein (einziger) Film Die Verwundbaren, der 1964 entstand, wurde in Österreich lange nicht gezeigt, da er als „Skandalfilm“ verpönt war. (Der Verleiher schnitt aus einigen sexuell expliziten Szenen einen eigenen Film und veröffentlichte diesen 1969 unter dem Titel Engel der Lust.) Erst seit den 1990er Jahren wurde er als „Kultfilm“ wiederentdeckt und als erster und einziger österreichischer Nouvelle-Vague-Film gefeiert.

## Auszeichnungen
- 2005: NÖ Wissenschaftspreis (Anerkennungspreis), Kategorie: Erwachsenenbildung[3]